# Роберт Блејк (глумац)
Мајкл Џејмс Губитози (енгл. Michael James Gubitosi; Натли, 18. септембар 1933 — Лос Анђелес, 9. март 2023), познат као Роберт Блејк (енгл. Robert Blake), био је амерички глумац.
Остварио је много различитих улога на филму и телевизији. Најпознатији је по филмовима Хладнокрвно убиство (1967), Плави анђели (1973), Воз трезор (1995), Изгубљени аутопут (1997) и америчкој телевизијској серији Барета (1975–1978).
Током каријере номинован је неколико пута за награде Златни глобус и Еми.
Године 2002. изведен је пред суд за убиство своје друге жене Бони Ли Бакли. Шеснаестог марта 2005. глумац је у потпуности ослобођен оптужби.